# バーニー・ハニゲン
バーナード・D・ハニゲン（Bernard D. Hanighen、1908年4月27日 - 1976年10月19日）は、ネブラスカ州オマハに生まれ、ニューヨーク市で没したアメリカ合衆国のソングライターで、「ラウンド・ミッドナイト」や「When a Woman Loves a Man」の共作者として知られている。ハニゲンはまた、クラレンス・ウィリアムス (Clarence Williams) やジョニー・マーサー (Johnny Mercer) とも一緒に仕事をした。
ハニゲンは、ハーバード大学の学生時代に演劇活動にたずさわっていた。その後、レコード会社でディレクターとして働くようになり、第二次世界大戦中はCBSの短波放送でニュースキャスターを務めた。
ハニゲンは、作曲、編曲をする一方で、作詞もいろいろ手がけた。ハニゲンは、レイモンド・スコット(Raymond Scott) が作曲し、メアリ・マーティン (Mary Martin) とユル・ブリンナーが主演した1946年のブロードウェイ・ミュージカル『Lute Song』のために、歌の歌詞を書いた。
ハニゲンは、セロニアス・モンクが原型を作曲したビバップの名作「ラウンド・アバウト・ミッドナイト」に、後から歌詞を付けて「ラウンド・ミッドナイト」へと変化させ、曲の形を完成させたクーティ・ウィリアムスとともに、この曲の共作者（作詞者）としてクレジットされている。1949年にジャッキー・パリス (Jackie Paris) がハニゲンの歌詞による最初の録音を行ない、以降この曲は、メル・トーメ、エラ・フィッツジェラルド、サラ・ヴォーン、ナンシー・ウィルソン、クリス・コナー (Chris Connor)、ジュリー・ロンドンらが取り上げるジャズ・ボーカルの定番曲になっていった。